# 반지의 제왕: 힘의 반지
《반지의 제왕: 힘의 반지》(영어: The Lord of the Rings: The Rings of Power)는 아마존 프라임 비디오에서 2022년 9월부터 방영된 미국의 판타지 드라마이다. 가운데땅 제2시대를 배경으로 한다.